# Regina (Derby)
Regina is een historisch merk van motorfietsen.
De bedrijfsnaam was: S. Parnett, Engineer, Derby (1914-1915).
Waarschijnlijk was dit bedrijfje in Derby een dochteronderneming van Regina in Ilford, want ook hier werd een 292 cc tweetakt gebouwd.